# Drusiewicze
Drusiewicze – dawniej wieś, obecnie część Dalekiego na Białorusi, w obwodzie witebskim, w rejonie brasławskim, w sielsowiecie Dalekie.

## Historia
W czasach zaborów w granicach Imperium Rosyjskiego. W 1
W dwudziestoleciu międzywojennym wieś leżała w Polsce, w województwie nowogródzkim (od 1926 w województwie wileńskim), w powiecie dziśnieńskim (od 1926 w powiecie brasławskim), w gminie Bohiń.
Według Powszechnego Spisu Ludności z 1921 roku wieś zamieszkiwało 201 osób, 114 było wyznania rzymskokatolickiego a 57 prawosławnego. Jednocześnie 90 mieszkańców zadeklarowało polską przynależność narodową, 108 białoruska a 3 rosyjską. Było tu 37 budynków mieszkalnych. W 1931 w 40 domach zamieszkiwało 208 osób.
Miejscowość należała do parafii rzymskokatolickiej w Dalekiem i prawosławnej w Bohiniu. Podlegała pod Sąd Grodzki w Opsie i Okręgowy w Wilnie; właściwy urząd pocztowy mieścił się w Bohiniu.